# Heinrich O. Wörner
Heinrich Otto Wörner (* 6. April 1931 in Karlsruhe; † 1. Juni 2008 in Baden-Baden) war ein deutscher Architekt. Sein Architekturbüro Wörner + Partner, das 2013 in Wörner Traxler Richter umbenannt wurde, ist eines der renommiertesten Planungsbüros im Bereich des Gesundheits- und Institutsbaus in Deutschland und angrenzenden Nachbarländern.

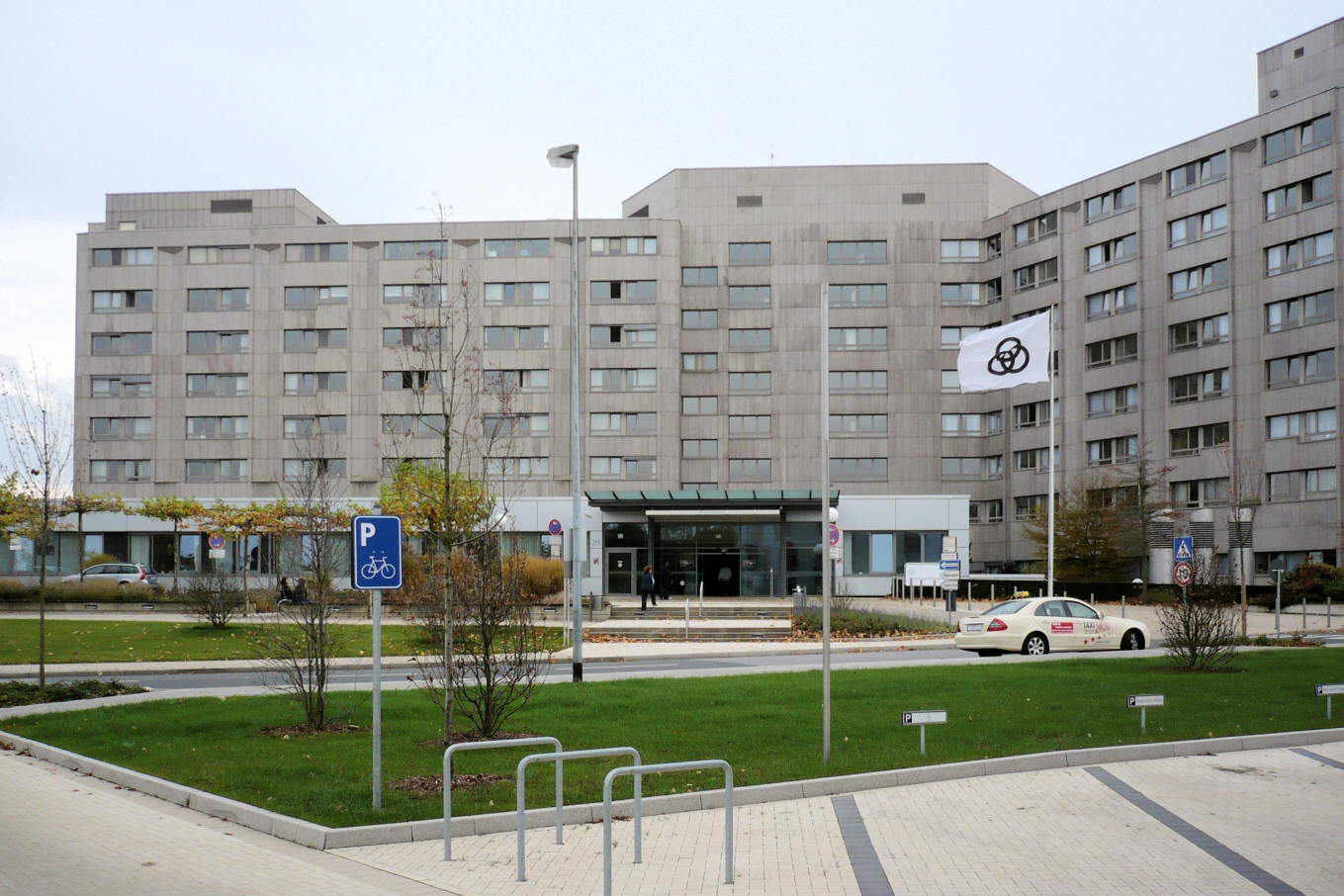
Alfried Krupp Krankenhaus, 1972, Rüttenscheid

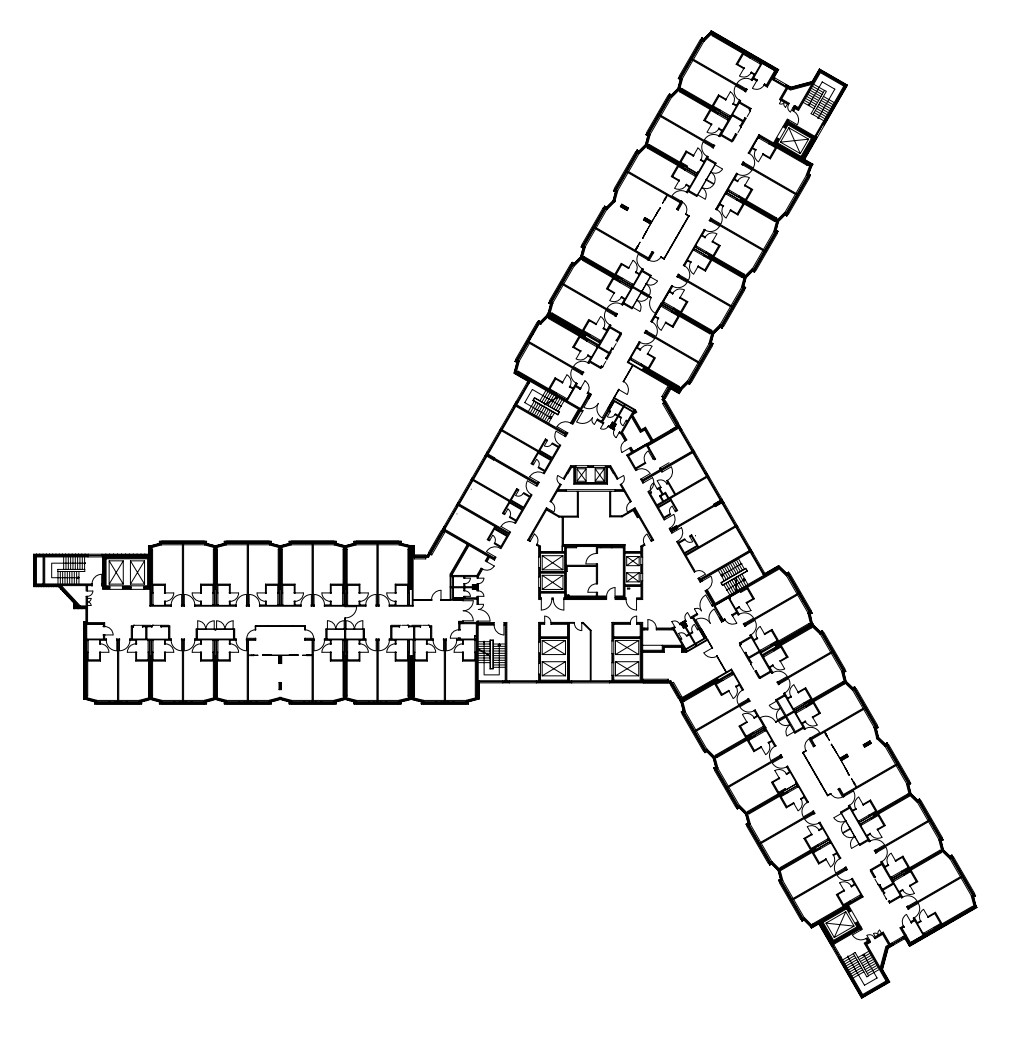
Grundriss Alfried-Krupp-Krankenhaus, 7. Geschoss

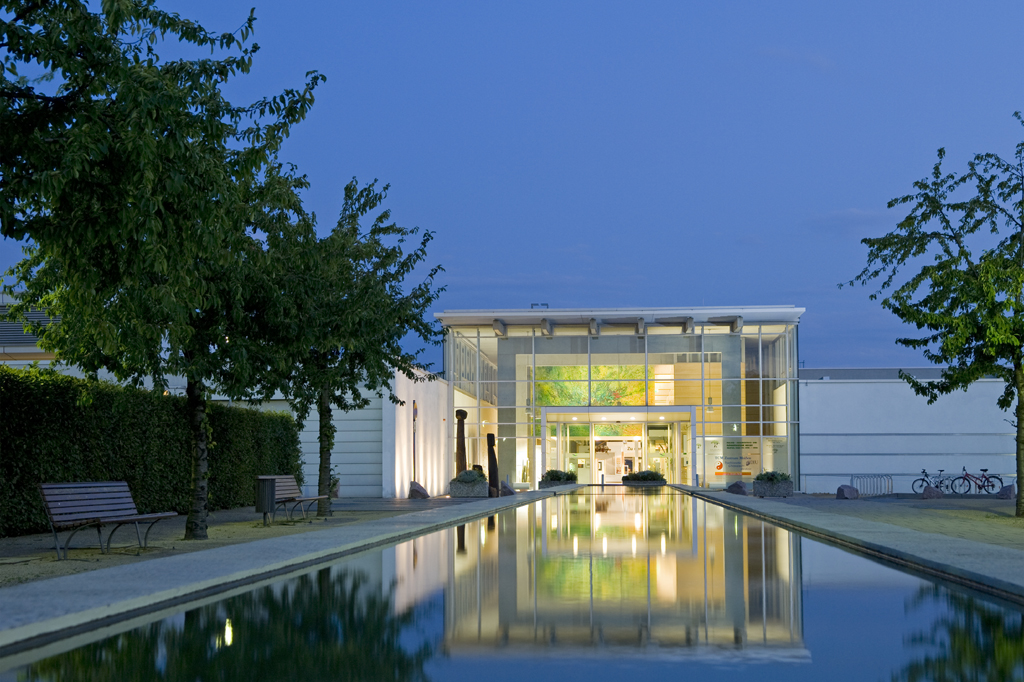
Elblandklinikum Meißen, 1998, Haupteingang

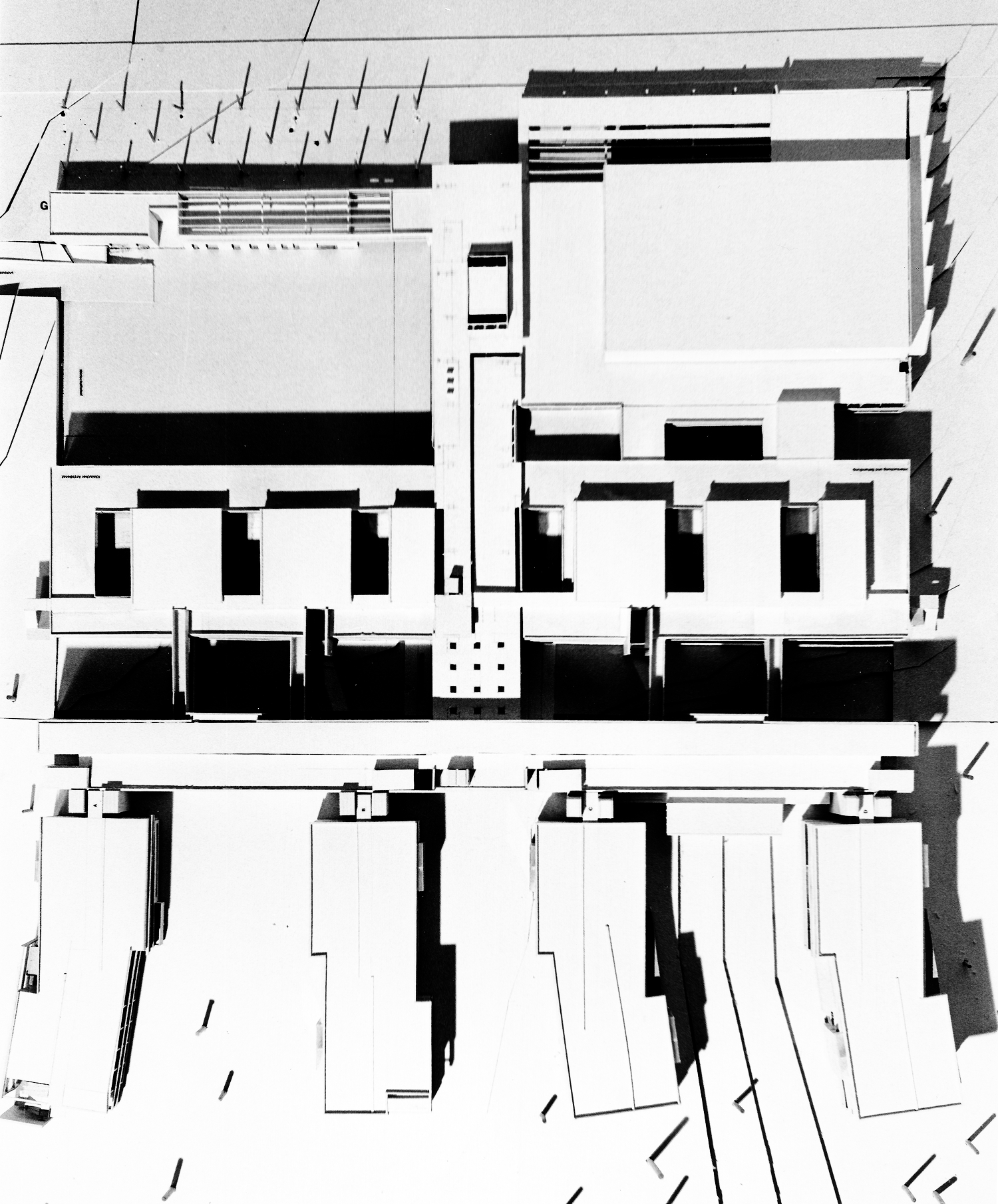
Arbeitsmodell des Kreiskrankenhauses (Elblandklinikum) Meißen

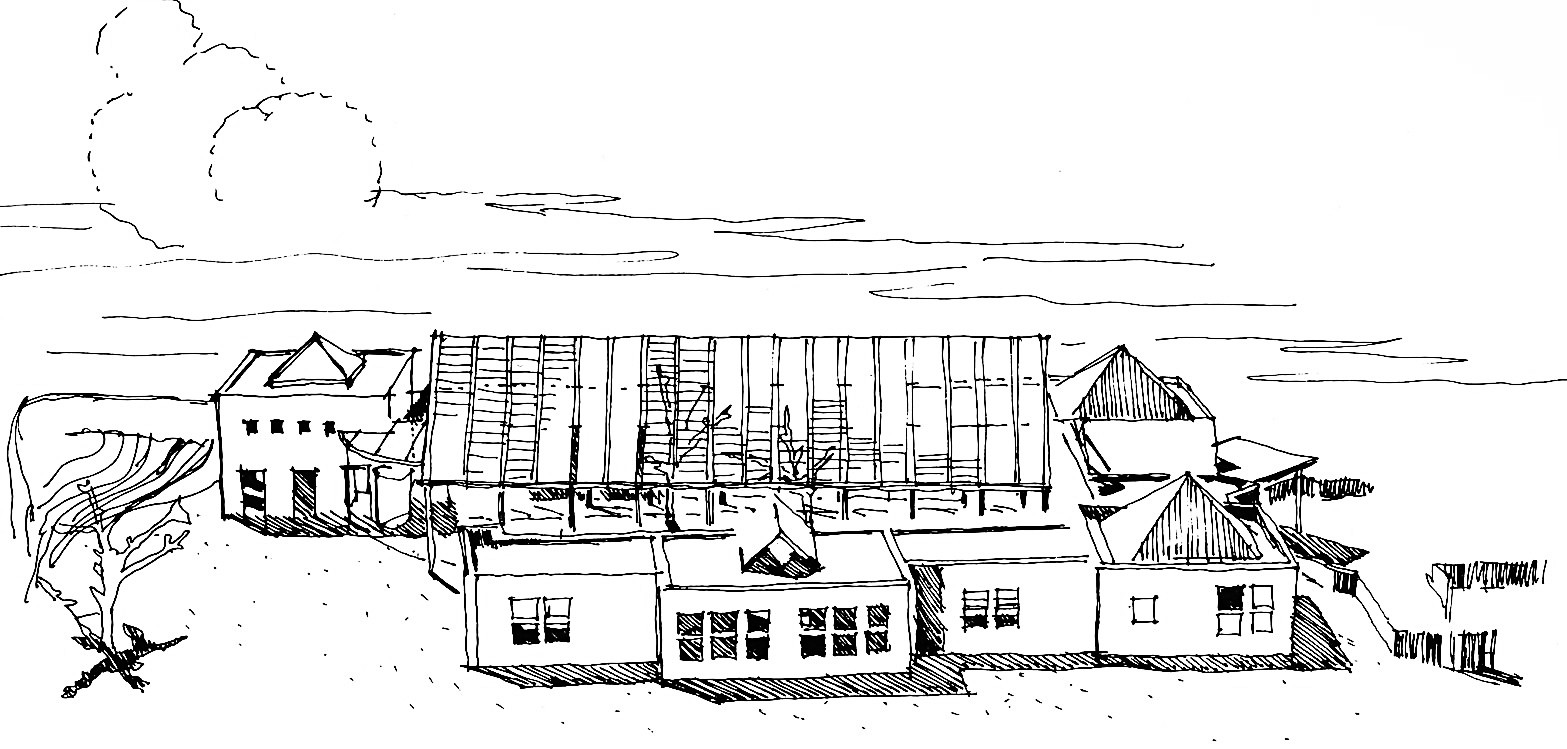
Kindertagesstätte, Frankfurt-Niederrad, Präsentationszeichnung

## Leben
Heinrich Otto Wörner studierte am Badischen Staatstechnikum Karlsruhe und an der dortigen Technischen Hochschule u. a. bei Egon Eiermann. Seit 1955 war er als freischaffender Architekt in Karlsruhe tätig. 1959 ging er nach Frankfurt am Main und arbeitete dort zunächst als freier Mitarbeiter im Büro Köhler-Kässens. 1964 wurde er Partner der Planungsgemeinschaft Köhler-Kässens-Wörner. Im Jahr 1971 gründete er gemeinsam mit Hans-Georg Frick und Eckhart Zeller das Architekturbüro Wörner + Partner; 1981 und 1991 folgten die Bürostandorte Hamburg und Dresden. 2001 übergab Heinrich O. Wörner das Büro an seine Partner der zweiten Generation – unter anderem an Günter Mühleisen, seine Tochter Petra Wörner, Stefan Traxler und Martin Richter –, die es zunächst unter der Firmierung woernerundpartner führten, nach dem Ausscheiden von Mühleisen und einer weiteren Änderung unter den Partnern 2013 in Wörner Traxler Richter umbenannten.
1965 wurde Heinrich O. Wörner in den BDA Hessen berufen. Er war einer der Mitbegründer des 1972 gegründeten Arbeitskreises Krankenhausbau im Bund Deutscher Architekten BDA, der 2003 in „Architekten für Krankenhausbau und Gesundheitswesen im BDA e. V. – AKG“ umbenannt wurde. Heinrich O. Wörner war Initiator und gemeinsam mit Eckhart Zeller Stifter des Förderpreises „Junge Architekten zeichnen“, unter dessen Preisträgern laut dem Direktor des Deutschen Architekturmuseums Peter C. Schmal sich „viele heute bekannte Architekten finden“. Der 1984 bis 2011 alle zwei Jahre ausgelobte Preis sollte „das Künstlerische im Architekten anregen und fördern, und junge Architekten zur Entwicklung ihrer künstlerischen Fähigkeit ermutigen“. Die Preissumme betrug zuletzt 10.000 Euro.

## Werk
Als Mitarbeiter der Büros Köhler-Kässens entwickelte Heinrich O. Wörner zum Spezialisten für Krankenhausbau. Sein Entwurf ging 1963 als Sieger im von Alfried Krupp von Bohlen und Halbach ausgelobten Wettbewerb um ein Krankenhaus in Essen-Rüttenscheid hervor, obwohl er zunächst nicht realisiert wurde. 1964 gewann Wörner für Köhler-Kässens den Architekturwettbewerb zum Neubau des Kreiskrankenhauses Bad Bergzabern, im gleichen Jahr auch die Konkurrenz um das Diakonie-Krankenhaus „Florence Nightingale“ in Düsseldorf-Kaiserswerth. Den neuerlich ausgelobten Wettbewerb für das nun nach Alfried Krupp benannten Krankenhauses in Essen-Rüttenscheid gewann Wörner. Dieser Krankenhausneubau war das Gründungsprojekt für das eigene Büro Wörner + Partner. Auch den Wettbewerbsgewinn um den Neubau Evangelische Krankenanstalten in Duisburg Nord wird er im neuen Büro weiterbearbeiten. Wörners Architekturverständnis erinnerte an seinen Lehrer Egon Eiermann: „Wir bauen für die Menschen, die unsere Architektur erleben, für die, die in ihr arbeiten und nicht zuletzt für die, die ihr temporär und vielleicht – im Falle unserer Klinikbauten – sogar unfreiwillig begegnen.“
Wörner modifizierte bzw. adaptierte vor allem den vorherrschenden Vertikal- bzw. Breitfuß-Typ für seine Krankenhaus-Planungen: Im Gegensatz zum Horizontal-Typ, in dem die Patienten in etwa auf der Ebene des Therapiebereichs stationär untergebracht sind, befinden beim Vertikaltyp alle Therapie- und Diagnostikbereiche sowie die Verwaltung in einem breit gelagerten Sockel, auf dem die schlankeren Geschosse mit den Pflegestationen gelagert sind. Bei dem ursprünglich 542 Betten bietenden Alfried Krupp Krankenhaus in Essen ruhen sechs schlanke, windflügelförmige Pflegegeschosse auf einem zweigeschossigen Breitfuß, in dem sämtliche Untersuchungs-, Behandlungs- und Versorgungsbereiche untergebracht sind. Beim Städtischen Krankenhaus-Süd in Lübeck wurden Unter- und Erdgeschoss als Funktionsbereich entwickelt, darüber sitzt ein dreigeschossiges Bettenhaus. Dieses ist T-förmig, relativ niedrig und trägt darüber hinaus eine Klinker-Haut, weil das Lübecker Spital im Gegensatz zu den freistehenden Krankenhäusern in Essen oder Duisburg in eine bestehende Bebauung eingefügt werden sollte. Das auf dem Oberperlasberg liegende, bis zu acht Geschosse hohe Kreiskrankenhaus in Deggendorf thront dagegen wie eine Burg über der Stadt.
Fast zeitgleich mit seiner Gründung übernahm das Büro auch Bauaufgaben außerhalb des eigentlichen Krankenhausbaus, wenn auch zunächst in dessen Umfeld. Für das Diakonie-Krankenhaus in Düsseldorf war eine Schwesternschule zu bauen, für die Evangelischen Krankenanstalten in Duisburg plante das Büro ein Schwesternwohnheim und für das Klinikum Deggendorf eine Fachschule für Krankengymnastik. Nachdem Wörner + Partner den 1977 fertiggestellten Neubau einer Kinderklinik für die Diakonie Bethel in Bielefeld planten, übernahmen sie auch vermehrt Planungsaufträge für Kindergärten und Schulen. 1991 wurde nach Plänen von Wörner + Partner ein Kindertagesstätte in Frankfurt-Niederrad fertiggestellt, die dezidiert als ökologisches Experimentalprojekt mit aktiver Verwendung von Sonnenenergie gedacht war.

## Krankenhausbauten (Auswahl)
- 1965: Knappschaftskrankenhaus, Püttlingen (für Köhler-Kässens)
- 1972: Evangelische Krankenanstalten Duisburg-Nord, Duisburg[2]
- 1976: Krankenhaus Deggendorf, Deggendorf
- 1980: Alfried Krupp Krankenhaus Rüttenscheid, Essen[10][16]
- 1984: Städtisches Krankenhaus-Süd, Lübeck
- 1984: Kinderklinik Bethel, Bielefeld
- 1989: Kreiskrankenhaus Elmshorn
- 1992: Herzzentrum Kaiser-Wilhelm-Krankenhaus, Duisburg-Meiderich (Sanierung, Umbau)
- 1998: Elblandklinikum, Meißen[17][18]

## Sonstige Bauten (Auswahl)
- 1977: Schwesternwohnheim, Duisburg-Nord[2]
- 1978: Schule für Physiotherapie, Deggendorf[2]
- 1983: Berufsfachschule für Krankengymnastik, Deggendorf
- 1984 „der hof“, Umbau und Neunutzung als Kulturstätte und Kindergarten, Frankfurt-Niederursel
- 1986 Christopherus-Schule, Hamburg-Bergstedt
- 1987: Rudolf-Steiner-Schule und Kindergarten, Hamburg-Bergstedt[19]
- 1990 Freie Waldorfschule, Elmshorn
- 1990: Kindertagesstätte Niederrad, Frankfurt-Niederrad
- 1992 Dorfgemeinschaft Lehenhof, Wohnheim, Deggenhausertal

## Eigene Schriften
- Heinrich O. Wörner: Das Diakonie-Krankenhaus „Florence Nightingale“ in Düsseldorf-Kaiserswerth , in: Das Krankenhaus, Heft 08, 1970, S. 11–20
- Heinrich O. Wörner: Entwicklungstendenzen bei der Planung und dem Entwurf von allgemeinen Krankenhäusern, in: Haus der Technik – Vortragsveröffentlichungen, Heft 173, Technik im Krankenhaus, Vulkan-Verlag, Essen 1970, S. 20–30.
- Heinrich O. Wörner: Evangelische Krankenanstalten Duisburg-Nord. in: Das Krankenhaus, Heft 03, 1973, S. 4–22.
- Heinrich O. Wörner; Schacht, Hubert P.: Das Nachrichtensystem im modernen Krankenhaus, in: Das Krankenhaus, Nr. 10, Oktober 1975, S. 386–392.
- Heinrich O. Wörner: Neubau Alfried Krupp Krankenhaus Essen, in: Das Krankenhaus, Nr. 11, November 1981, S. 454–464.
- Heinrich O. Wörner et al: Das neue Krankenhaus in Duisburg-Meiderich, in: Herzzentrum Kaiser-Wilhelm-Krankenhaus, hrsg. von den Evangelischen und Johanniter Krankenanstalten Duisburg-Nord/Oberhausen, 1990, Eigenverlag, S. 4–7.
- Heinrich O. Wörner: Innovativer Krankenhausbau, in: DBZ – Deutsche Bauzeitschrift, Heft 02, 2001, S. 16–22